# Montbrison (Loire)
Pour les articles homonymes, voir Montbrison (homonymie).
Montbrison (prononciation : /mɔ̃.bʁi.zɔ̃/) est une commune française située dans le département de la Loire en région Auvergne-Rhône-Alpes, faisant partie de Loire Forez Agglomération.
Cité historique mentionnée dès la fin du XIe siècle, Montbrison est considérée comme la capitale historique du Forez : elle a été précédée par Feurs (l'antique Forum Segusiavorum), une cité fondée afin de fixer les Ségusiaves après la conquête romaine. À la suite du déclin de Feurs à la fin de l'Antiquité, Montbrison devient la capitale d'un état féodal, le comté de Forez, jusqu'à son rattachement au domaine royal en 1531.
De ce passé, la cité conserve un patrimoine important, dont la collégiale Notre-Dame-d'Espérance est l'illustration monumentale.
Montbrison est, avec Roanne, l'une des deux sous-préfectures du département de la Loire, département dont elle a été préfecture de 1800 à 1855. (Elle en était le chef-lieu depuis 1795 après avoir succédé à Feurs).
Elle a fusionné avec Moingt en 1973.

## Géographie

### Localisation
Montbrison est dans la partie médiane du département de la Loire, à 10 km (à vol d'oiseau) du Puy-de-Dôme à l'ouest.
Il fait partie du Forez, dans le nord-est du Massif central : il est sur la limite ouest de la plaine du Forez, au pied des monts du Forez qui se trouvent à l'ouest.
Le parc naturel régional Livradois-Forez est à quelque 6 km (à vol d'oiseau) à l'ouest, limitrophe de la commune voisine Bard.
Lyon est à l'est-nord-est au-delà des monts du Lyonnais, à 60 km à vol d'oiseau et 82 km par route en passant par Sainte-Foy-l'Argentière.
Sa préfecture Saint-Étienne est à 42 km au sud-est,, avec Saint-Just-Saint-Rambert à mi-chemin (20 km sud-est, à la pointe sud de la plaine du Forez).
| Essertines-en-Châtelneuf | Champdieu             | Savigneux                    |
| Bard Écotay-l'Olme       | Montbrison            | Savigneux                    |
| Lézigneux                | Saint-Thomas-la-Garde | Précieux Saint-Romain-le-Puy |

### Hydrographie
Montbrison est abondamment pourvu en petits cours d'eau ; hormis de petites variations locales, tous s'écoulent vers l'est et vers le fleuve Loire qui passe à 12 km à l'est (Montrond-les-Bains). Les principaux cours d'eau de la commune sont le Vizézy (affluent du Lignon du Forez et sous-affluent de la Loire), qui arrose le centre-ville, et le Moingt (affluent du Vizézy en rive droite) qui coule à Moingt dans la partie sud de l'agglomération. Le ruisseau de Curtieux (affluent du Vizézy en rive gauche) marque la limite nord de la commune. 

Le Vizézy, qui sort des monts du Forez dans l'ouest de la commune, y a taillé une profonde vallée avec des pentes escarpées : une centaine de mètres de dénivellation sur seulement 300 m de longueur linéaire.
Le canal du Forez y passe par les lieux suivants (du sud au nord) : 
le Petit Bruchet ; 
sous le pont-canal du ruisseau de Grumard ; 
sous le pont-canal du Moingt ; 
passe sur Savigneux où il croise la rue de Lyon près de la mairie ; 
revient sur Montbrison au pont-canal du chemin de fer où il croise aussi le Vizézy ; 
ressort de la commune 200 m après ce pont-canal pour rejoindre de nouveau Savigneux ; 
retrouve Montbrison à la passerelle au bout de la rue des Jacquins ;
travers la zone industrielle de Survaure ; sort définitivement de la commune juste après le pont sous la D381.

### Climat
Pour des articles plus généraux, voir Climat d'Auvergne-Rhône-Alpes et Climat de la Loire.
En 2010, le climat de la commune est de type climat océanique dégradé des plaines du Centre et du Nord, selon une étude du Centre national de la recherche scientifique s'appuyant sur une série de données couvrant la période 1971-2000. En 2020, Météo-France publie une typologie des climats de la France métropolitaine dans laquelle la commune est exposée à un climat de montagne ou de marges de montagne et est dans la région climatique Nord-est du Massif Central, caractérisée par une pluviométrie annuelle de 800 à 1 200 mm, bien répartie dans l’année.
Pour la période 1971-2000, la température annuelle moyenne est de 10,6 °C, avec une amplitude thermique annuelle de 16,7 °C. Le cumul annuel moyen de précipitations est de 733 mm, avec 8,9 jours de précipitations en janvier et 6,9 jours en juillet. Pour la période 1991-2020, la température moyenne annuelle observée sur la station météorologique de Météo-France la plus proche, « Savigneux », sur la commune de Savigneux à 1 km à vol d'oiseau, est de 11,0 °C et le cumul annuel moyen de précipitations est de 665,4 mm,. Pour l'avenir, les paramètres climatiques de la commune estimés pour 2050 selon différents scénarios d'émission de gaz à effet de serre sont consultables sur un site dédié publié par Météo-France en novembre 2022.
| Mois                                  | jan.             | fév.             | mars          | avril           | mai           | juin           | jui.           | août           | sep.          | oct.            | nov.           | déc.             | année      |
| ------------------------------------- | ---------------- | ---------------- | ------------- | --------------- | ------------- | -------------- | -------------- | -------------- | ------------- | --------------- | -------------- | ---------------- | ---------- |
| Température minimale moyenne (°C)     | −1               | −1,1             | 1,1           | 3,4             | 7,5           | 11,3           | 12,8           | 12,1           | 8,6           | 6,2             | 2,3            | −0,2             | 5,2        |
| Température moyenne (°C)              | 3,1              | 3,8              | 7,1           | 9,8             | 13,8          | 17,7           | 19,7           | 19,3           | 15,3          | 11,7            | 6,9            | 3,9              | 11         |
| Température maximale moyenne (°C)     | 7,3              | 8,8              | 13            | 16,2            | 20,2          | 24,2           | 26,5           | 26,5           | 21,9          | 17,2            | 11,4           | 7,9              | 16,8       |
| Record de froid (°C) date du record   | −23,6 16.01.1985 | −17,1 05.02.1963 | −14 01.03.05  | −8,5 08.04.21   | −4 01.05.1976 | 1,2 05.06.1975 | 2,8 22.07.1980 | 1,2 30.08.1986 | −2 27.09.1972 | −9,6 31.10.1997 | −12 23.11.1998 | −16,4 30.12.1980 | −23,6 1985 |
| Record de chaleur (°C) date du record | 19,9 04.01.22    | 23,2 25.02.1990  | 27 25.03.1981 | 29,2 22.04.1968 | 33,1 20.05.22 | 38,2 18.06.22  | 41 07.07.15    | 41,2 24.08.23  | 35,6 10.09.23 | 32,9 02.10.23   | 25 09.11.1985  | 20,5 04.12.06    | 41,2 2023  |
| Précipitations (mm)                   | 35,9             | 27,5             | 31            | 46,2            | 74            | 76             | 73,8           | 68             | 65            | 69,8            | 61             | 37,2             | 665,4      |

## Urbanisme

### Typologie
Au 1er janvier 2024, Montbrison est catégorisée centre urbain intermédiaire, selon la nouvelle grille communale de densité à sept niveaux définie par l'Insee en 2022.
Elle appartient à l'unité urbaine de Montbrison, une agglomération intra-départementale regroupant six  communes, dont elle est ville-centre,,. Par ailleurs la commune fait partie de l'aire d'attraction de Montbrison, dont elle est la commune-centre,. Cette aire, qui regroupe 27 communes, est catégorisée dans les aires de moins de 50 000 habitants,.

### Occupation des sols
L'occupation des sols de la commune, telle qu'elle ressort de la base de données européenne d’occupation biophysique des sols Corine Land Cover (CLC), est marquée par l'importance des territoires artificialisés (51,9 % en 2018), en augmentation par rapport à 1990 (46,1 %). La répartition détaillée en 2018 est la suivante : 
zones urbanisées (43,4 %), prairies (26,5 %), zones agricoles hétérogènes (14,4 %), zones industrielles ou commerciales et réseaux de communication (8,5 %), forêts (4,8 %), milieux à végétation arbustive et/ou herbacée (1,2 %), terres arables (1,1 %).
L'IGN met par ailleurs à disposition un outil en ligne permettant de comparer l'évolution dans le temps de l'occupation des sols de la commune (ou de territoires à des échelles différentes). Plusieurs époques sont accessibles sous forme de cartes ou photos aériennes : la carte de Cassini (XVIIIe siècle), la carte d'état-major (1820-1866) et la période actuelle (1950 à aujourd'hui).

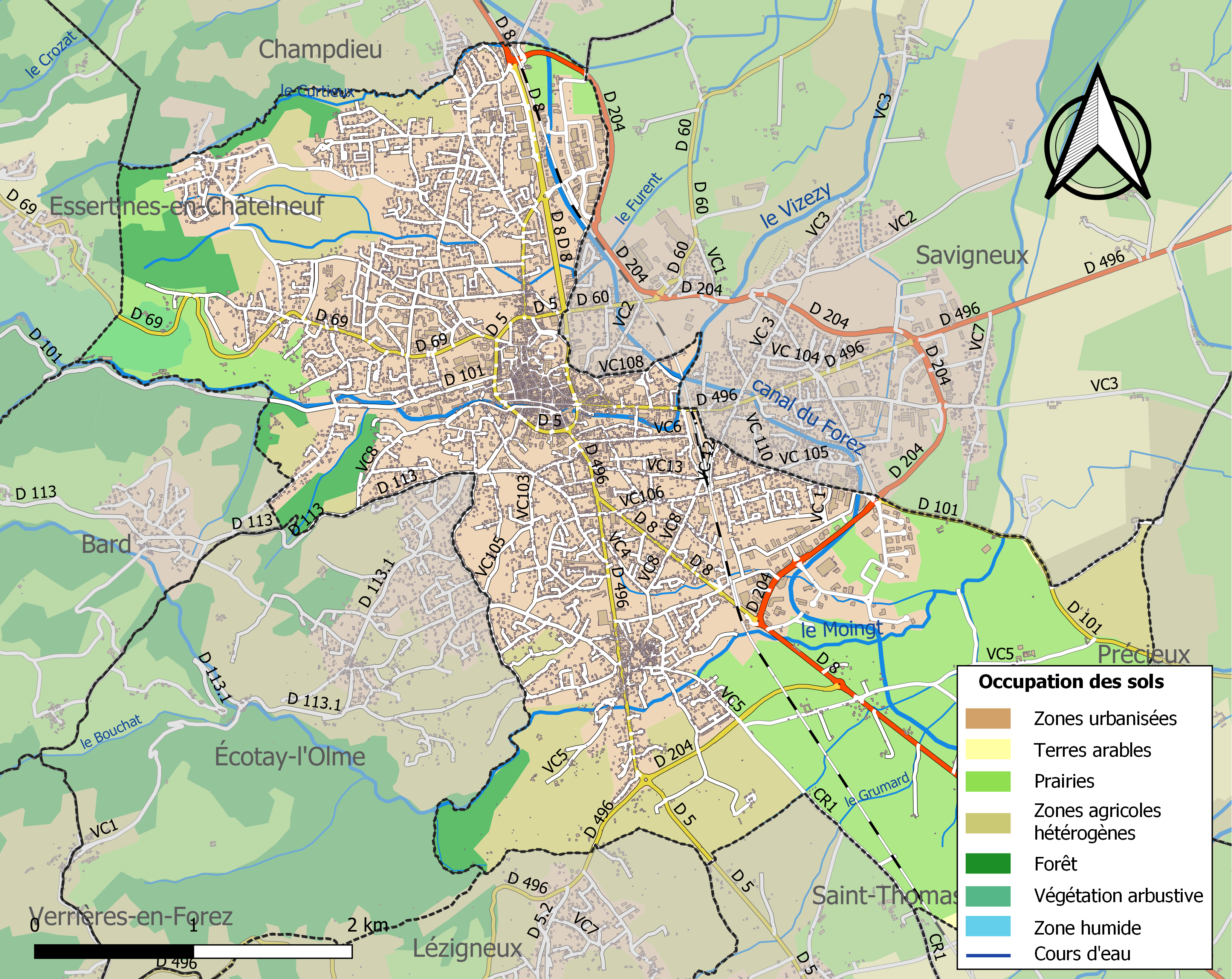
Carte des infrastructures et de l'occupation des sols de la commune en 2018 (CLC).

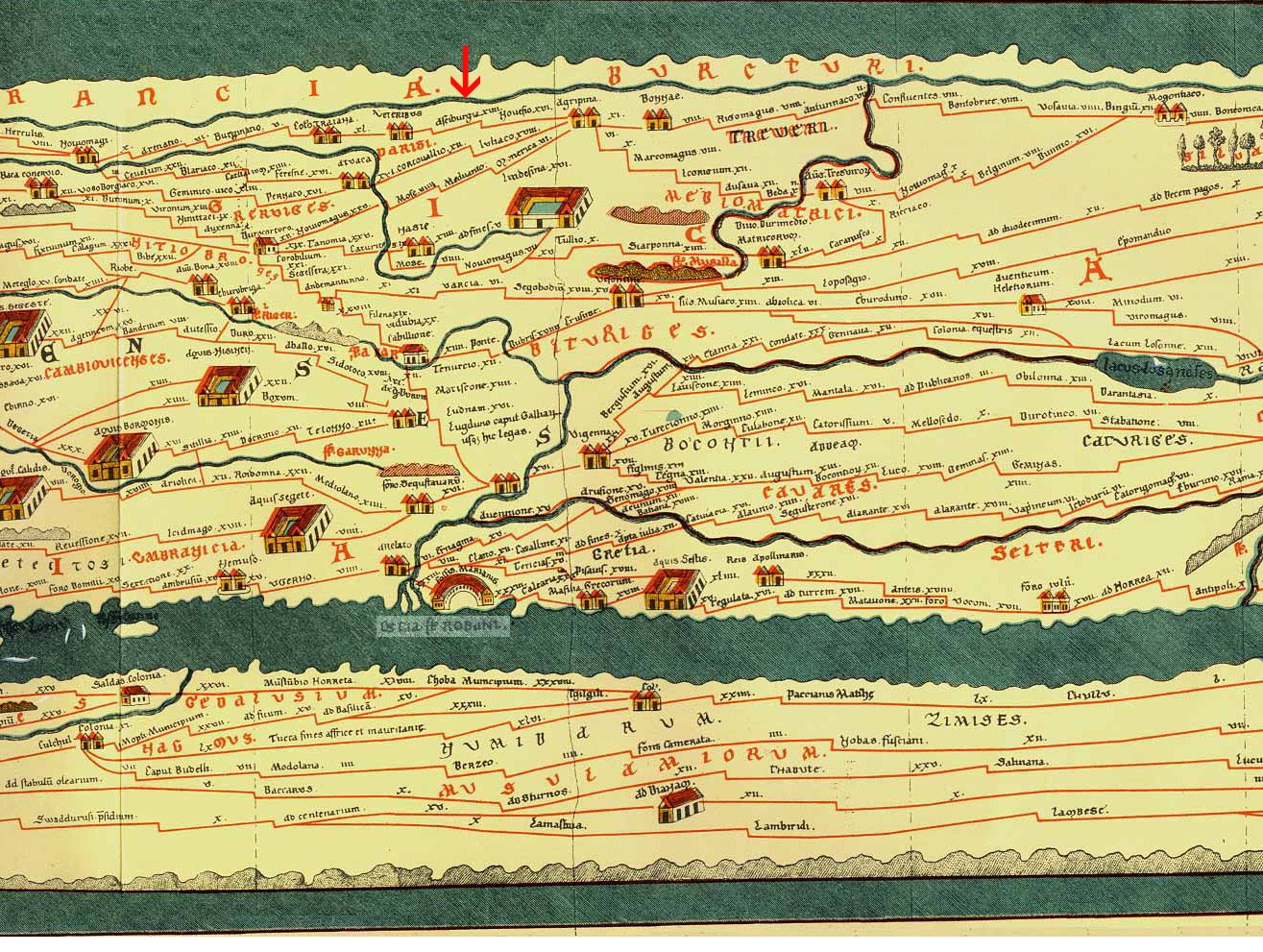
Aquis Segete sur la table de Peutinger (section 1 : Gaule narbonnaise et Nemausus)

### Voies de communication et transports
La commune est sur la route départementale 8 entre Saint-Just-Saint-Rambert et Saint-Étienne d'une part, et Boën-sur-Lignon (17 km nord-est) d'autre part. Le diffuseur no 7 de l'autoroute A 72 est à 12 km au nord-est. Une ligne de bus urbains assure la liaison entre les différents quartiers de la ville et Savigneux pour le compte de Loire Forez Agglomération. Par ailleurs, des cars utilisant des lignes routières interurbaines Cars Région Loire permettent de rejoindre en direct les communes de Boën-sur-Lignon, Chalmazel-Jeansagnière, Montrond-les-Bains, Feurs, Saint-Étienne, Saint-Bonnet-le-Château ou encore Chazelles-sur-Lyon.
La gare de chemin de fer est sur la ligne Saint-Étienne - Clermont-Ferrand. Voir aussi les articles « Ligne de Clermont-Ferrand à Saint-Just-sur-Loire » et « Ligne de Lyon-Saint-Paul à Montbrison ».

## Toponymie
Antoine (1883) fait dériver le nom de Montbrison de la déesse gauloise Briso.
En forézien, dialecte de l'arpitan, son nom est Montbréson, (prononciation : /mɔ̃.bʁi.zɔ̃/,).

## Histoire

### Antiquité
Moingt apparaît dans la table de Peutinger sous le nom Aquis Segete,, 
connu aussi comme Aquae Segetae (ne pas confondre avec Aquis Segeste près de Sceaux-du-Gâtinais dans le Loiret, autre haut-lieu similaire). S'étendant sur 15 ha principalement occupés par des bâtiments publics, il inclut un imposant sanctuaire dédié à la déesse Segeta, avec un complexe de thermes sur un replat du relief et un théâtre sur une petite éminence. Une borne milliaire a été trouvée à Moingt, marquant une étape de la voie Bolène.
Le bâtiment des thermes est ensuite devenu un prieuré médiéval, puis une fabrique, et enfin une maison bourgeoise.

### Moyen-Âge

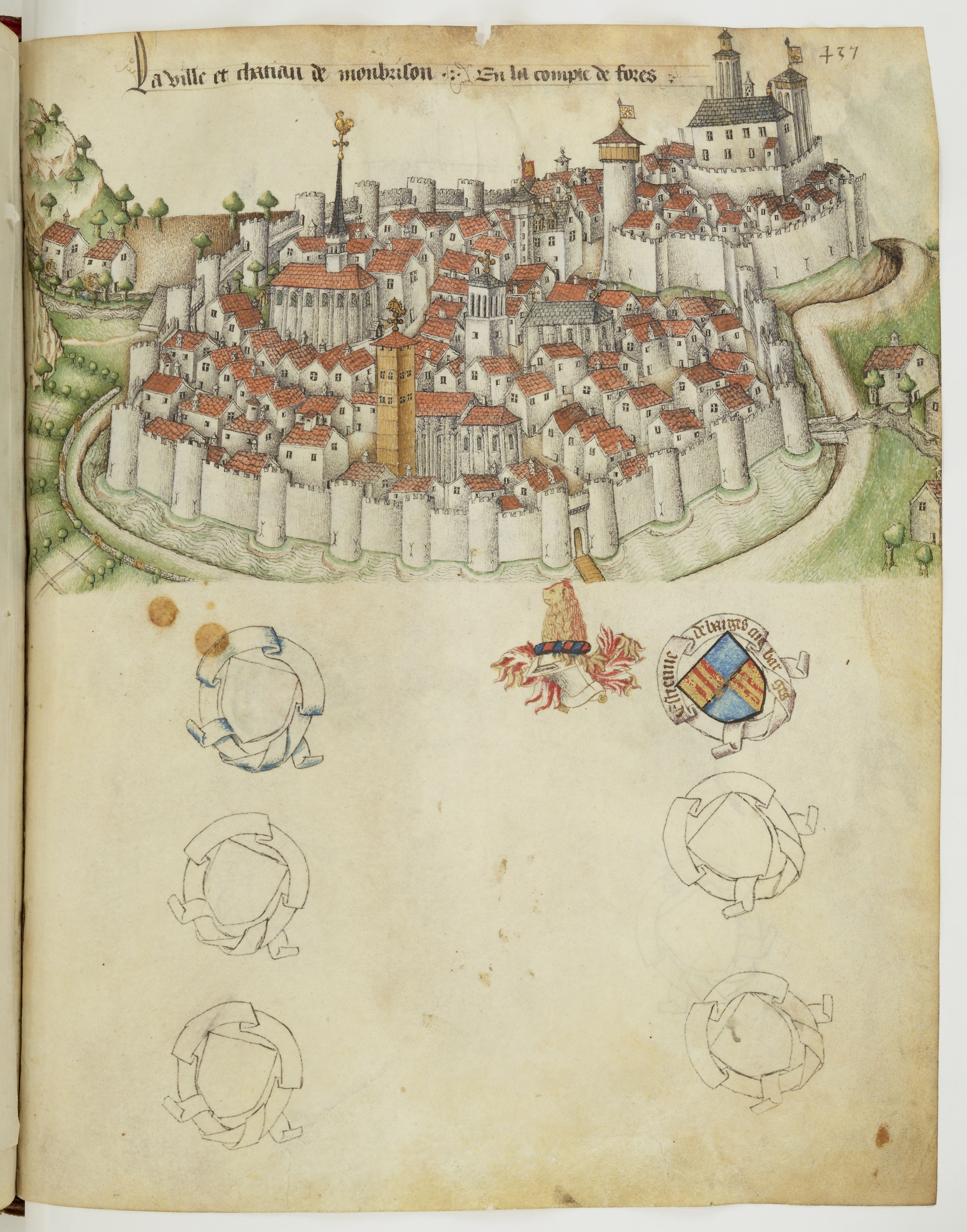
La ville et le château de Montbrison, armorial de Guillaume Revel (c. 1450).

La plus ancienne mention sous le nom de Montbrison est l'acte de fondation de l'hôpital à la fin du XIe siècle. Le nom proviendrait de la colline en basalte, vestige d'un ancien volcan : Mont-bresou (pour signifier une montagne en morceaux).[réf. nécessaire]
La ville de Montbrison se développe autour du château des comtes de Forez, dont elle devient la capitale à une date inconnue.
Le comte Guigues IV fonde en juillet 1205 le chapitre de Notre-Dame, qui inclut un doyen, un chantre, un sacristain, un maître de chœur et neuf chanoines ; et en 1229 il établit cinq chapelains. Le comte se réserve la collation des dignités chanoinies et prébendes, un droit dévolu au roi par la réunion du comté à la couronne.
En 1362 lors de la guerre de Cent Ans, des routiers anglais saccagent la ville ; cette date est donnée par Merle, qui différencie entre incendie et saccage. Une autre date est citée, sans référence : les routiers auraient incendié la ville le 19 juin 1359.[réf. nécessaire] 

Le 23 décembre 1428, Marie de Berry autorise la construction de murailles sur requête des habitants de Montbrison et du doyen de l'église collégiale Notre-Dame pour éviter de nouveaux saccages.
François Ier la rattache à la Couronne.
En 1562, pendant les guerres de Religion (France), Montbrison est prise et pillée par les protestants : profitant de l'absence du duc Jacques de Savoie-Nemours occupé dans le Lyonnais, le baron des Adrets François de Beaumont — homme cruel et sanguinaire —, guidé par ses deux généraux Poncenat et Saduret, parcourt le Forez avec sa soldatesque et s'empare de Montbrison dans la nuit du 14 juillet 1562. Le château est  gouverné par Montclar (parfois épelé Montelar ou Montalard) et plusieurs gentilshommes conduits pas Duchier (parfois épelé Ducher) s'y sont réfugiés. Retranchés dans le donjon, ils capitulent avec la promesse d'avoir la vie sauve. La promesse est renégée et presque toute la garnison est jetée du haut des remparts - les derniers sont épargnés grâce à un trait d'esprit d'un soldat sur le point d'être sacrifié,.

### Temps modernes
Le couvent de la Visitation est fondé en 1643 en pleine période de disette.[réf. nécessaire]
Dans les années 1648-1653, sévit une crise due aux mauvaises récoltes (disette et peste).[réf. nécessaire]
Le couvent des Augustines (ordre des Augustins) est fondé en 1654.[réf. nécessaire]
- 1659 : création de l'Hôpital général (ou Charité) pour enfermer les pauvres.

- 1664 : la fête de la Saint-Aubrin (patron de la ville) est fixée à la mi-juillet. De nos jours, les festivités durent dix jours[30].

- 1754 : Louis Mandrin, le « capitaine des contrebandiers », passe à Montbrison.
- En 1783, éclate une crise du clergé et des ordres religieux.

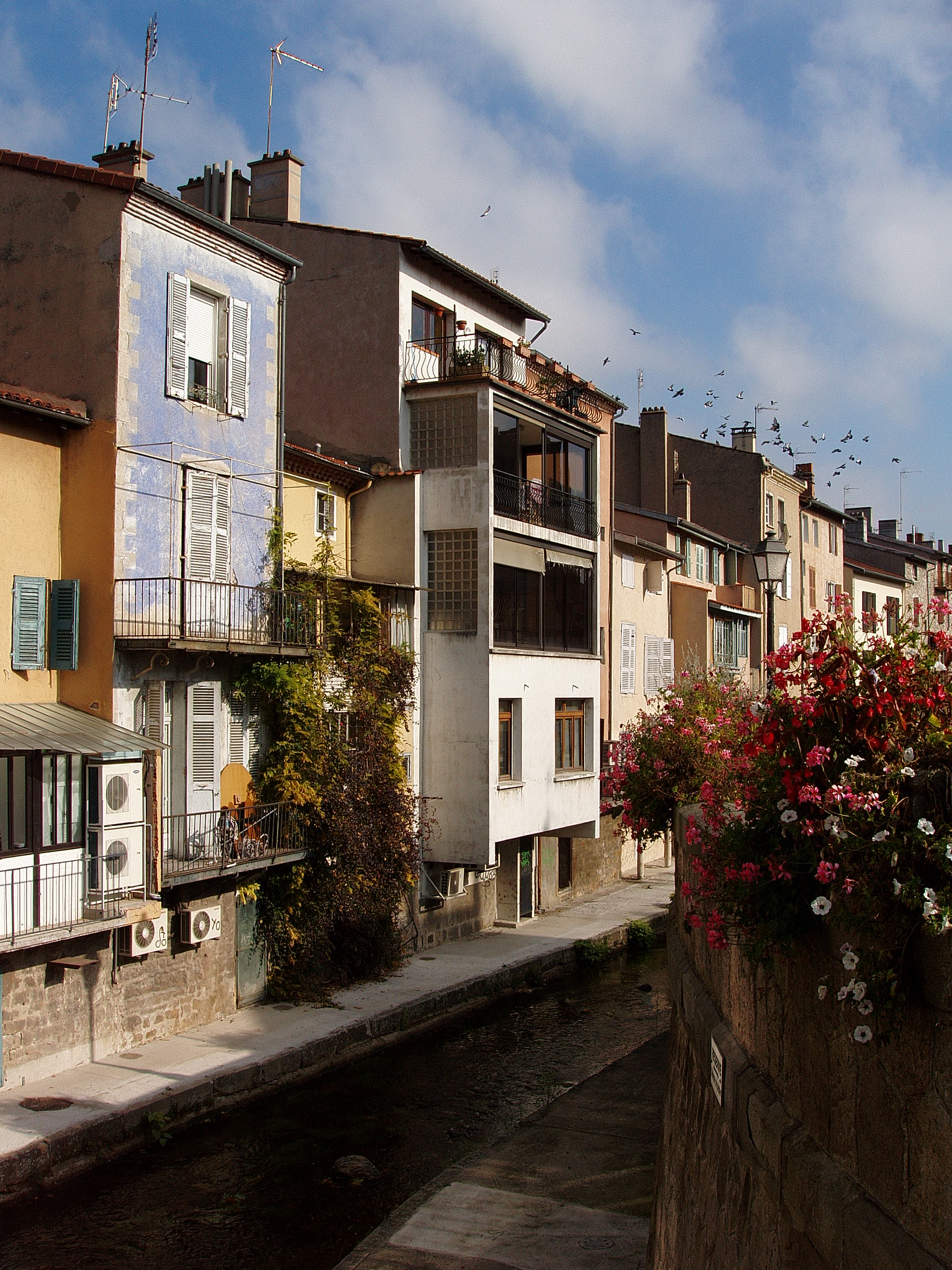
Le Vizézy dans le centre-ville.

### Révolution
- En 1792, face à la menace ennemie aux frontières, on proclame la patrie en danger. C'est la conscription en masse, 5 000 hommes de Rhône-et-Loire partent. Le bataillon de Rhône-et-Loire fut le premier à chanter la Marseillaise à Strasbourg. Les députés de Rhône-et-Loire à la Convention sont élus. Le 21 septembre 1792, l'abolition de la royauté est proclamée. Les communes proclament la « patrie en danger » (guerre contre l'Autriche) : les engagements sont volontaires. Un climat de guerre civile s'installe : expulsion des prêtres réfractaires et des communautés religieuses, confiscation des registres paroissiaux. Les Clarisses et les prêtres réfractaires de Montbrison se réfugient dans les Monts du Forez, où ils sont cachés par les paysans. En 1793, la commune fut temporairement renommée Mont-Brisé (orthographié également Montbriser et Montbrisé).

- En 1795, Montbrison devient la préfecture de la Loire par décret de la Convention nationale[31]. Elle le reste jusqu'en 1855 et c'est Saint-Étienne qui la remplace[32].

### XIXesiècle
- En 1838, le premier tramway à chevaux de France est construit entre Montrond-les-Bains et Montbrison, en accotement de la route reliant ces deux villes.
- Le couvent des Ursulines est fermé en 1851.[réf. nécessaire]
- En 1892, jugement par la cour d'assises de Montbrison de l'anarchiste Ravachol, qui est guillotiné.

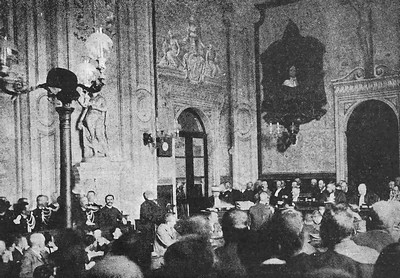
Le jugement de Ravachol à la cour d'assises de Montbrison

### XXe–XIXesiècle
- En 1909, les becs électriques remplacent les becs de gaz.
- En 1918, les Fonderies & Ateliers de Construction Chavanne-Brun-Tissages s'implantent à Montbrison.

- En 1920, le monument aux morts de la guerre de 1914-1918 est érigé, à l'époque à côté du portail de l'ancienne caserne de Vaux. Il est transféré à la démolition de la caserne au jardin d'Allard, où il se trouve encore aujourd'hui. Au sujet de son inauguration en 1920 figure une anecdote parmi les plus intéressantes de l'histoire de Montbrison : le sénateur de la Loire Émile Reymond, tué au combat le 21 octobre 1914 (dont le buste figure au centre du monument aux morts), est un ami personnel du président de la République de l'époque Paul Deschanel. Ce dernier décide de présider l'inauguration du monument aux morts, fixée à la date du 24 mai. Montbrison en fête se prépare à accueillir dignement le président de la République, à la mesure de l'événement à l'époque : le tout-Montbrison est en effet massé place Eugène-Beaune, sur laquelle est dressé un podium destiné à accueillir le chef de l'État, qui n'arrivera finalement jamais à Montbrison. En effet, parti la veille de Paris en train, Paul Deschanel tombe du train vers minuit aux alentours de Montargis (Loiret). Un garde-barrière trouve le président de la République en pyjama sur la voie : « Mon ami, vous n'allez pas le croire, mais je suis le président de la République » lui dit-il. Le garde barrière ne le croit pas et lui répond « Et moi, je suis le pape ! » ; mais l'invitant malgré tout chez lui pour passer la nuit et lui proposant son lit, il se rend compte qu'il s'agit effectivement d'un personnage important : il a les pieds propres ! Et voilà comment Montbrison ne vit jamais de président de la République dans ses murs, comment cet épisode de la vie du président Deschanel fit la page de couverture du numéro 4030 du 29 mai 1920 du grand journal hebdomadaire de l'époque, L'Illustration et comment cet événement fit rire la France entière et apporta pendant quelque temps à Montbrison une certaine notoriété[33].

- En 1944, installation des Maquis (Ex: Roche avec 120 hommes) attaqués le 7 août 1944 aux alentours de Lérigneux par les GMR et Allemands. Les maquis sont intégrés aux FFI, puis à l'armée régulière. Montbrison est libérée en août avec l'aide de ces maquis et des FFI.
- En 1954, construction d'une station d'alimentation en eau potable.

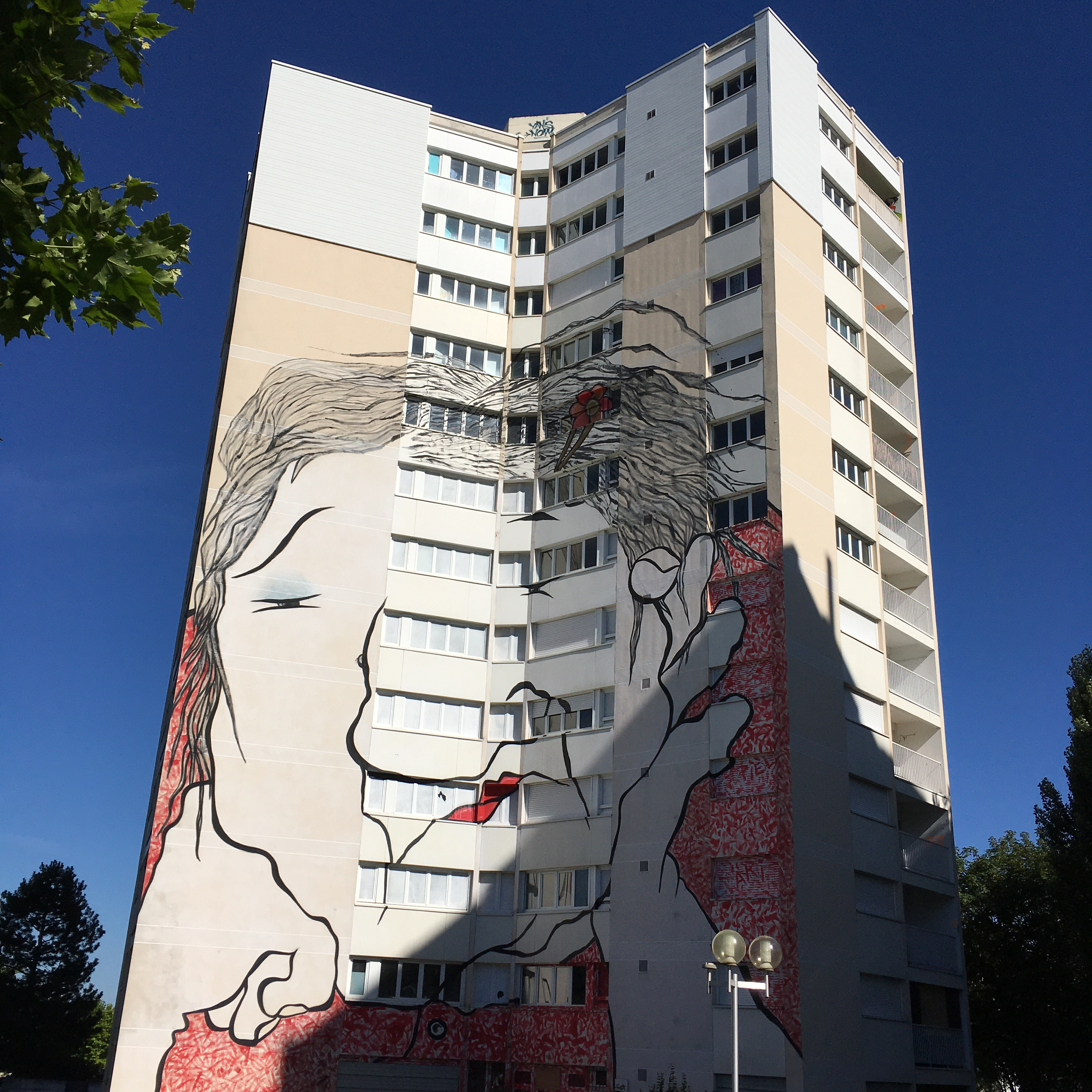
Quartier Beauregard.

- En 1963, création des Journées de la fourme et des côtes du Forez : des festivités et un corso fleuri chaque premier weekend d'octobre[34]. La randonnée de la fourme a lieu le samedi, d'Ambert à Montbrison[35] (~ 43 km).
- En 1967, tournage de la série télévisée Jacquou le Croquant.
- 1971-1973, construction du quartier Beauregard avec 434 logements sociaux, devenu un quartier prioritaire avec environ un millier d'habitants[36].
- En 1972, la fourme d'Ambert et de Montbrison, bénéficie d'une AOC.
- En 2000, le Côtes-du-forez devient un vin classé AOC (Montbrison est l'une des 17 communes où il est produit)
- En 2002, la fourme de Montbrison, bénéficie de sa propre AOC (AOP depuis 2010).

L'ancienne commune de Moingt lui est associée depuis 1973. Les habitants de Moingt ont été consultés le 18 octobre 2009 sur le fait de procéder à une fusion complète des deux communes. Après plusieurs consultations des habitants de Moingt, la fusion simple de Montbrison et de Moingt a été prononcée par le préfet par arrêté le 14 mars 2012. Elle est effective depuis le 1er janvier 2013.

### Les Hospitaliers
Elle est située impasse de la commanderie. Par des actes faits en 1154 et 1156, le comte de Forez Guigues fonde un hôpital dont il confie la direction aux Hospitaliers de l'ordre de Saint-Jean de Jérusalem. Ceux-ci accroissent rapidement leur patrimoine par des achats de propriétés à proximité et font construire la commanderie. La commanderie est saisie en 1790 comme biens du clergé et vendue en 1791 à Claude Masset. Les bâtiments conventuels sont détruits en 1970,.

Inscrite à l'inventaire supplémentaire des Monuments historiques en 1991, elle est rachetée en juillet 1998 par la Société Historique et Archéologique du Forez, la Diana, qui en entreprend la restauration.

## Politique et administration

### Administration municipale
Montbrison faisait partie de la communauté d'agglomération de Loire Forez de 2003 à 2016 puis a intégré Loire Forez Agglomération.

### Jumelages
| \| Montbrison Sežana Eichstätt \| Localisation des communes jumelées en Europe. |
| Montbrison Sežana Eichstätt                                                     |

- Sežana,  Slovénie (jumelage effectué le 16 avril 2011)
- Eichstätt, Bavière,  Allemagne (jumelage effectué le 5 octobre 2019[39],[40])

## Population et société

### Démographie
L'évolution du nombre d'habitants est connue à travers les recensements de la population effectués dans la commune depuis 1793. Pour les communes de plus de 10 000 habitants les recensements ont lieu chaque année à la suite d'une enquête par sondage auprès d'un échantillon d'adresses représentant 8 % de leurs logements, contrairement aux autres communes qui ont un recensement réel tous les cinq ans,.

En 2022, la commune comptait 16 098 habitants, en évolution de +3,4 % par rapport à 2016 (Loire : +1,32 %, France hors Mayotte : +2,11 %).
| 1793  | 1800  | 1806  | 1821  | 1831  | 1836  | 1841  | 1846  | 1851  |
| ----- | ----- | ----- | ----- | ----- | ----- | ----- | ----- | ----- |
| 5 000 | 4 703 | 5 400 | 5 486 | 5 265 | 6 266 | 7 054 | 7 003 | 8 047 |

| 1856  | 1861  | 1866  | 1872  | 1876  | 1881  | 1886  | 1891  | 1896  |
| ----- | ----- | ----- | ----- | ----- | ----- | ----- | ----- | ----- |
| 7 456 | 7 201 | 6 475 | 6 987 | 6 363 | 7 006 | 7 369 | 7 086 | 7 170 |

| 1901  | 1906  | 1911  | 1921  | 1926  | 1931  | 1936  | 1946  | 1954  |
| ----- | ----- | ----- | ----- | ----- | ----- | ----- | ----- | ----- |
| 7 520 | 7 631 | 7 707 | 7 800 | 7 645 | 7 783 | 7 756 | 7 934 | 8 521 |

| 1962   | 1968   | 1975   | 1982   | 1990   | 1999   | 2006   | 2011   | 2016   |
| ------ | ------ | ------ | ------ | ------ | ------ | ------ | ------ | ------ |
| 10 697 | 11 213 | 12 451 | 13 280 | 14 064 | 14 589 | 15 127 | 15 324 | 15 569 |

| 2021   | 2022   | - | - | - | - | - | - | - |
| ------ | ------ | - | - | - | - | - | - | - |
| 16 064 | 16 098 | - | - | - | - | - | - | - |

### Sports et loisirs

#### Basket-ball
- Basket Club Montbrison (Nationale masculine 2)
- Basket Club Montbrison Féminines (Ligue Féminine 2)

#### Autres
- Sports en salle à André Dubruc, Jean Soleillant et Daval (ex : Tennis Club de Table Montbrisonnais)
- Piscine Aqualude
- Le rallye national du Montbrisonnais, appelé aussi ronde nationale montbrisonnaise est une course automobile se déroulant sur un week-end au mois d'octobre chaque année et dont le tracé comprend une partie plaine et surtout les Monts du Forez.

Football : l'ASSM (Association Sportive Montbrison-Savigneux), club de football évoluant en Regional 2 (7e division).
Hockey-sur-gazon: le HCF (Hockey Club Forezien), champion régional 2018 et 2020.

#### Sports de montagne du Forez
- Station de Chalmazel (ski alpin) : 8 remontées mécaniques à 30 km de Montbrison. Circuits raquettes et trail.
- Station de Prabouré (ski alpin & nordique): 3 remontées mécaniques à 30 km de Montbrison.
- Col de la Loge (ski nordique) à 43 km de Montbrison. Circuits raquettes et chiens de traîneau.
- Col des Supeyres (ski nordique). Raquettes et snowkite.
- VTT FFC « Ambert-Crêtes du Forez » et « Bois Noirs » à proximité sur presque l'ensemble du massif forézien, et randonnées.

### Enseignement
La ville comporte le lycée public d'enseignement général, technologique et professionnel de Beauregard, le collège public Mario Meunier (le plus grand de la métropole Loire Forez), ainsi que des établissements privés : l'ensemble scolaire catholique Saint Aubrin (écoles maternelles Notre Dame, école primaire Saint Charles, collège Victor de Laprade, lycée d'enseignement général et technologique Saint-Paul Forez) et le lycée professionnel JB d'Allard.
La Maîtrise de la Loire, financée par le département, est un établissement scolaire centré sur le chant choral mais ouvert aux autres disciplines artistiques. Elle est localisée au centre musical Pierre Boulez, sur la colline, et se repose sur les deux collège et lycée publics montbrisonnais pour dispenser les cours d'enseignement général les matins.

### Santé
Le Centre Hospitalier de Montbrison et la Clinique Nouvelle du Forez sont les principales infrastructures médicales de la ville.

### Cultes
Plusieurs églises, une collégiale et une chapelle sont à destination des chrétiens catholiques. On trouve également à Montbrison un temple protestant et un lieu de culte musulman.

## Économie
- Antenne de la Chambre de commerce et d'industrie de Saint-Étienne / Montbrison (fermée depuis la fusion de CCI 42-69).
- Antenne de la Chambre de Métiers et de l'Artisanat de la Loire.

L'activité économique de la ville est très marquée par la présence d'un acteur majeur de la production de peinture industrielle. L'entreprise de production de jouets Gégé était un acteur international de renom.
La commune est également connue pour être le lieu de production de la fourme de Montbrison.

## Culture locale et patrimoine

### Lieux et monuments

#### La salle héraldique de la Diana
La salle héraldique de La Diana est aménagée aux environs de l'an 1300 par le comte Jean Ier de Forez. Un ensemble de 1970 blasons de l'époque décore sa voûte ogivale en bois, unique en France par son ancienneté. Les États de la province se réunissent dans ce haut lieu de l'histoire médiévale du Forez, et François Ier y est accueilli en 1536. La Ville de Montbrison l'acquiert en 1862, à l'instigation du Duc de Persigny, ministre de Napoléon III et forézien, la restaure, y installe la Société Historique et Archéologique du Forez, qui en prend le nom, et y aménage une bibliothèque. Le musée archéologique, créé dès 1881, témoigne de la richesse du passé forézien à travers des collections paléolithiques, néolithiques, protohistoriques, et médiévales. Un trésor d'orfèvrerie gallo-romaine y est également exposé.

#### La colline du Calvaire
Au sommet de la colline centrale de Montbrison était positionné un château dont il ne reste que des ruines. À la place actuellement, il y a un calvaire avec trois croix installées en 1870.
Des fortifications, il reste des remparts et la tour de la Barrière.

#### Le tribunal de grande instance
Le palais de justice de Montbrison qui abrite le tribunal de grande instance se trouve dans les bâtiments de l'ancien couvent de la Visitation qui est installé à Montbrison en 1643. L'église du couvent, Saint-Marie, est construite en 1700-1701. Elle est couronnée d'un dôme construit par l'architecte dijonnais Martin de Noinville, élève de Mansart. On installe en 1717 une horloge.

En 1768, est entrepris la construction d'un grand corps de bâtiment sur les plans de l'architecte de Montbrison, Durand Aubert.

#### La collégiale Notre-Dame d'Espérance
La collégiale Notre-Dame-d'Espérance de Montbrison est fondée par Guy IV, comte de Forez. La construction de cette église gothique s'échelonne sur presque deux siècles et demi (1223-1466). Classée monument historique, tout comme l'orgue Callinet qui y est installé, elle figure sur la toute première liste des monuments historiques de Prosper Mérimée en 1840. Avec sa belle architecture, elle est le cœur de la cité et une des plus belles églises de toute la région. La tour-clocher du XVe siècle, épaulée de contreforts, contribue à donner à la façade un aspect imposant.

#### Le musée d'Allard
Le musée d'Allard comprend, notamment, une importante collection de jouets de la société française Gégé.

#### Églises Sainte-Anne

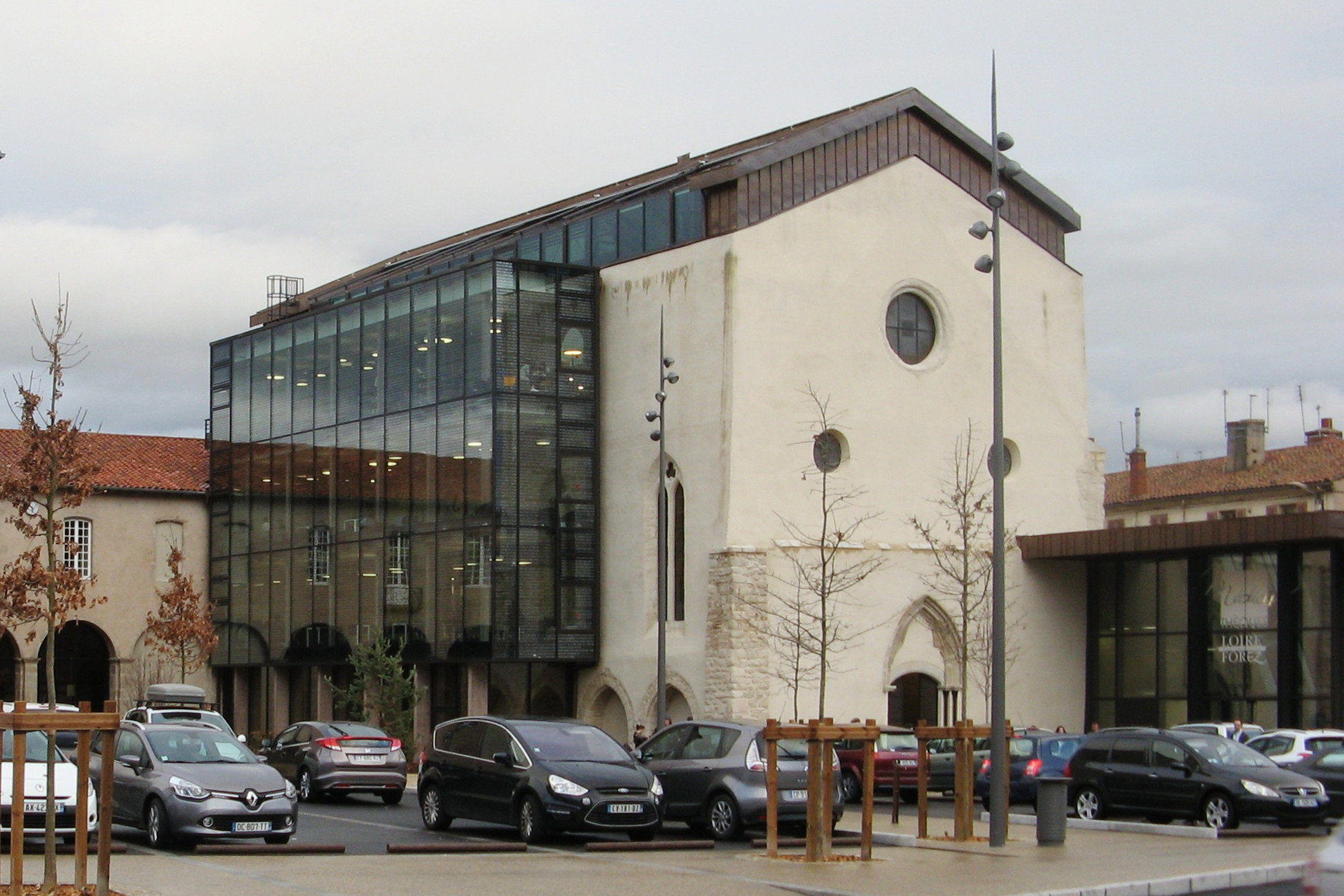
Médiathèque, ancien couvent des cordeliers.

L'ancienne église Sainte-Anne est occupée depuis le 4 mai 1996 par l'Église réformée de Saint-Étienne et du Forez.
La nouvelle église Sainte-Anne liée à l'Hôtel-Dieu de Montbrison est reconstruite à partir de 1729. Elle est bénie le 27 avril 1734. L'église sert de chapelle à l'hôpital jusqu'en 1975 date à laquelle l'hôpital est transféré à l'établissement de Beauregard.

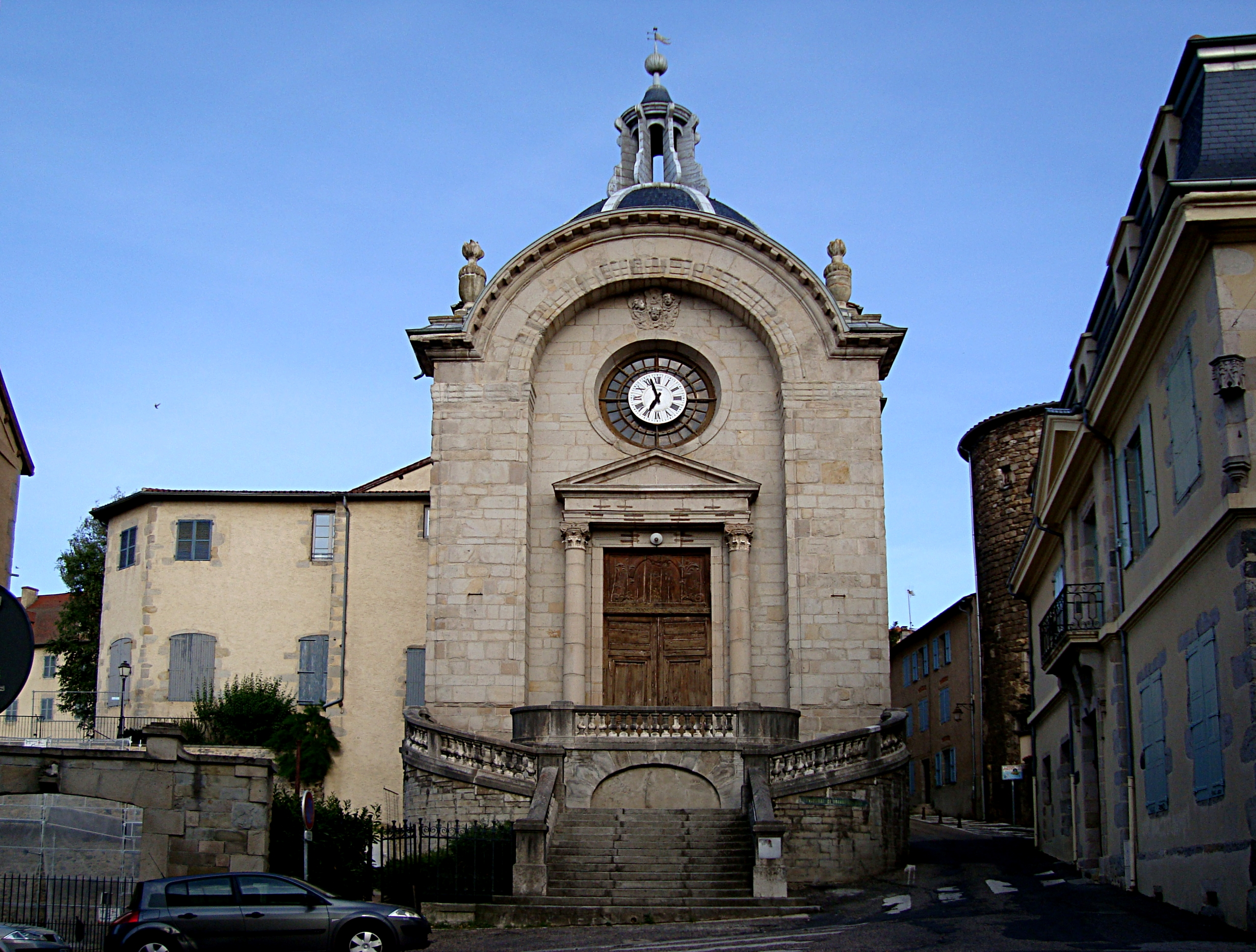
Palais de Justice, ancien couvent de la Visitation.
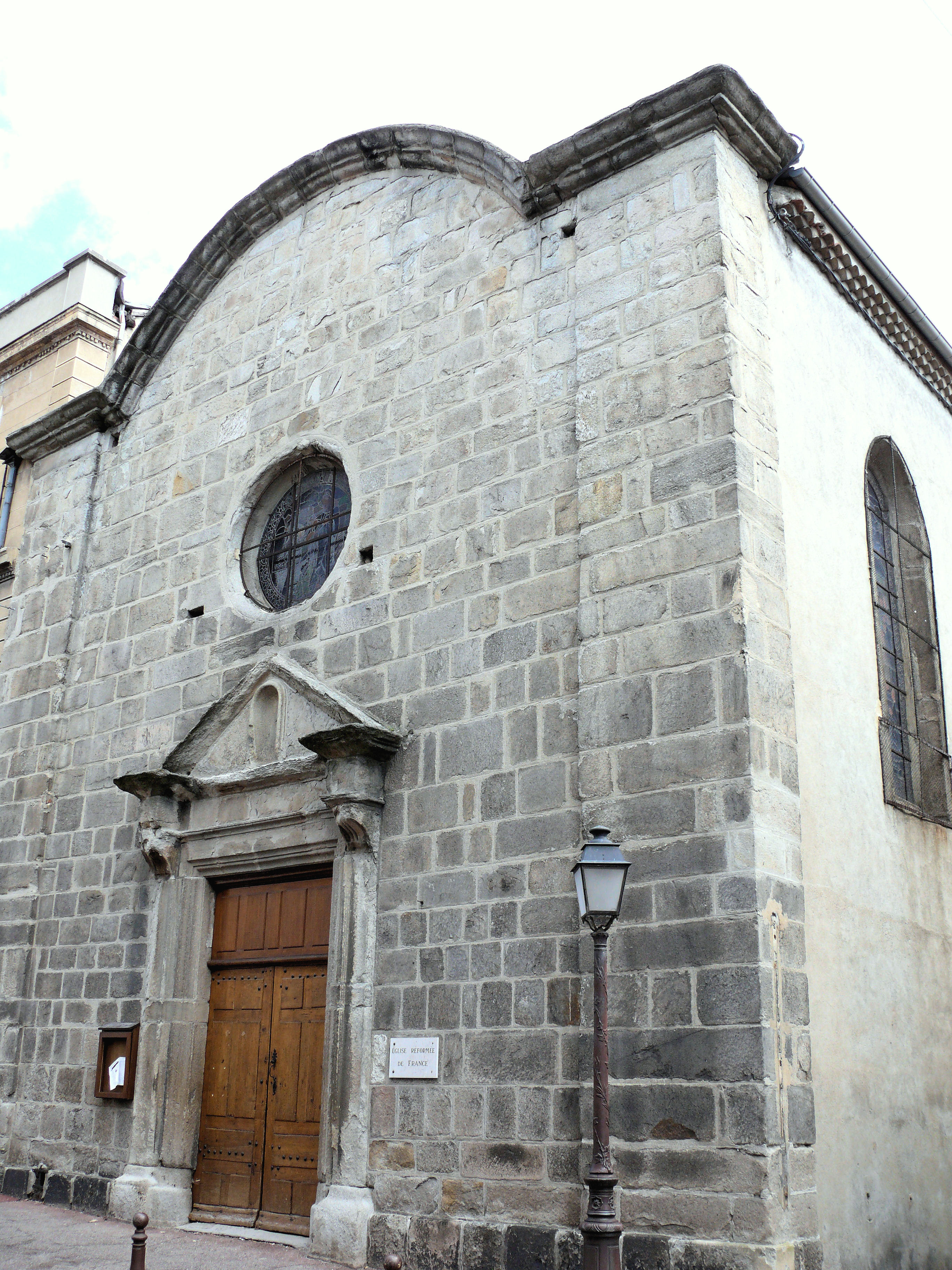
Temple de Montbrison, ancienne église Sainte-Anne.
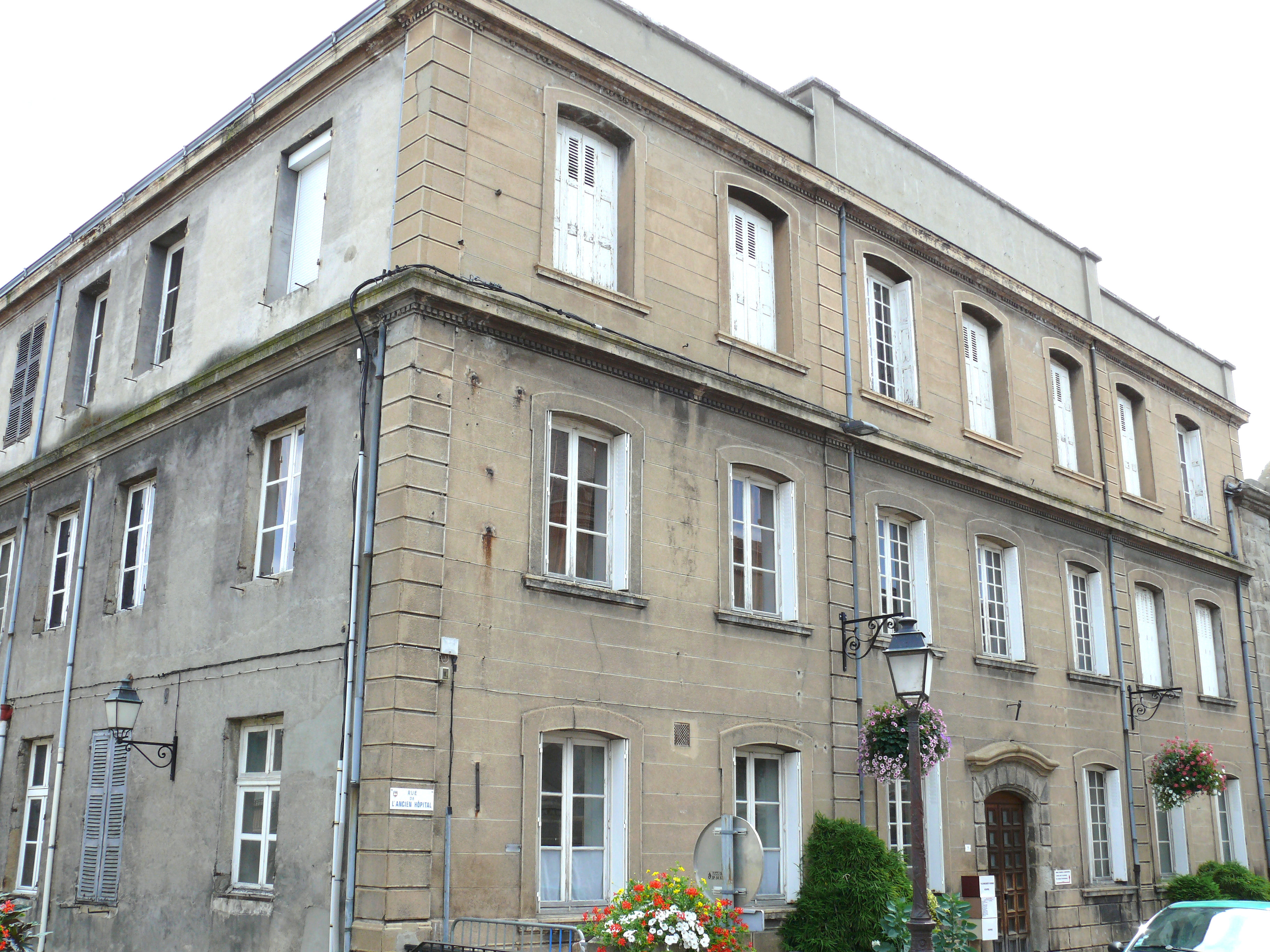
L'ancien Hôtel-Dieu Sainte-Anne.
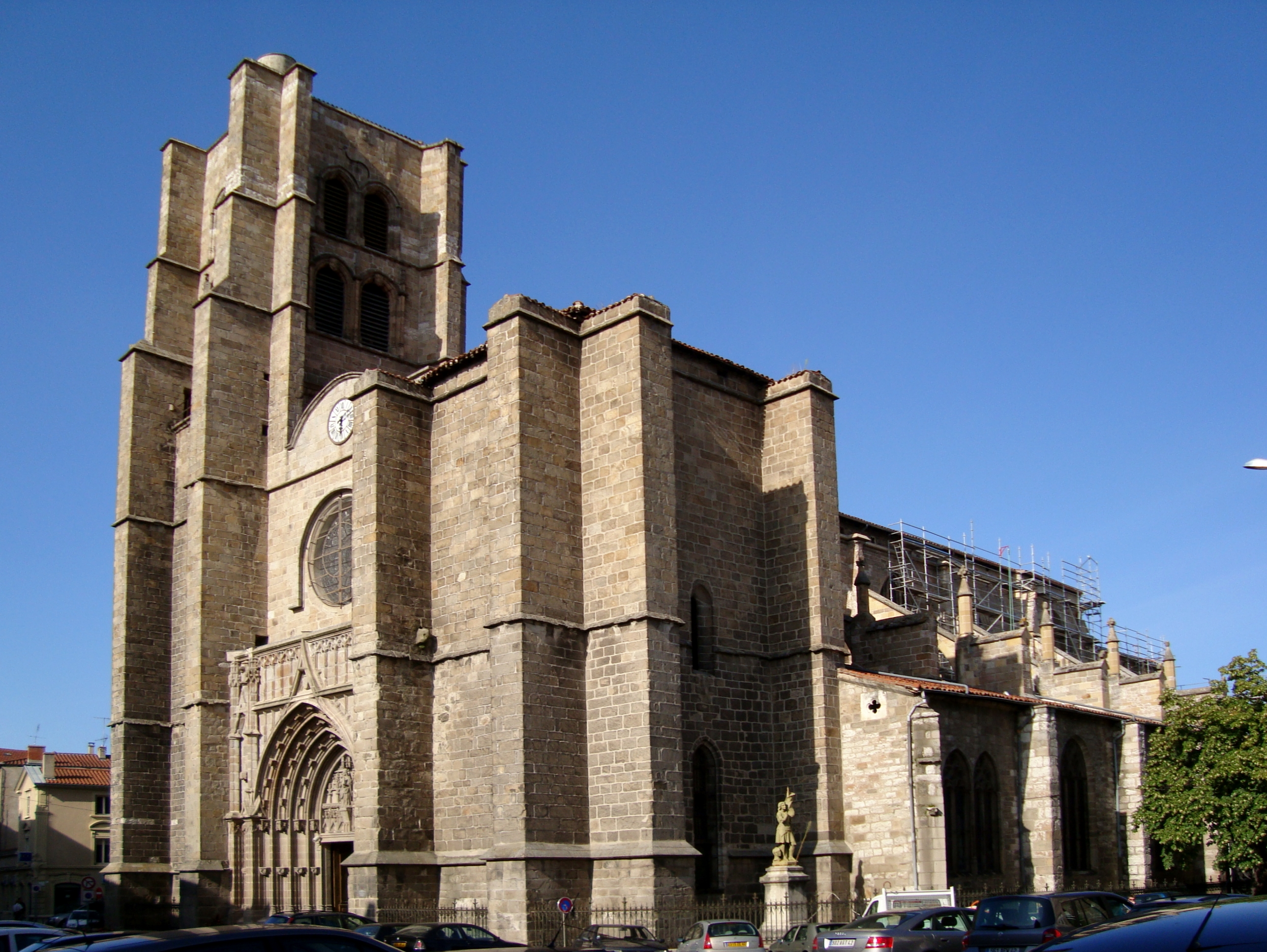
Collégiale Notre-Dame-d'Espérance.

#### Ancien couvent des Cordeliers
La mairie occupe les anciens bâtiments du couvent des Cordeliers.
La médiathèque Loire-Forez est située depuis 2015 dans l'ancienne église réhabilitée du couvent des Cordeliers.
L'office de tourisme occupe également un espace contigu à la mairie et la médiathèque.

#### La sous-préfecture
Elle se trouve dans les anciens bâtiments du collège des Oratoriens fondé en 1624 mais reconstruit à la suite d'un incendie en 1783. Jean-Baptiste Massillon est professeur au collège pendant deux ans à partir de 1687.

#### Le théâtre des Pénitents
Il occupe les bâtiments de l'ancienne chapelle des Pénitents Blancs de la confrérie de Confalon. Il est créé à la suite de celles de Paris et de Lyon à l'initiative de Anne d'Urfé (1555-22 juin 1621), bailli de Forez, en 1591. D'abord établie dans la chapelle du couvent des Cordeliers, la confrérie fait construire une nouvelle chapelle dans laquelle elle s'installe en 1731. Souhaitant agrandir la chapelle, les pénitents s'adressent à l'architecte lyonnais et entrepreneur Joseph Linossier. L'ouvrage réalisé montre une certaine parenté avec l'art de Jacques-Germain Soufflot sans qu'on puisse établir une liaison entre ces deux architectes. Le prix fait est signé le 20 août 1762. La livraison de l'ouvrage terminé est prévue pour la Noël 1762. À la Révolution, la chapelle est vendue. En 1874, on envisage d'y installer un marché aux poissons. Elle reste en mains privées jusqu'en 1965, date à laquelle la commune de Montbrison l'achète et la restaure pour en faire une Maison des jeunes et de la culture, un centre d'animation culturel, puis un théâtre. Le Théâtre des Pénitents est aujourd'hui labellisé "Scène Auvergne Rhône-Alpes" et "Scène départementale" ;  Il organise notamment le festival Poly'Sons (chanson française).

#### L'égliseSaint-Pierre
Reconstruite vers 1870 dans un style néogothique à l'initiative du curé Louis Charles Ollagnieb (1818-1911) quand il est nommé à la paroisse Saint-Pierre en 1862, elle est bénie le 3 mai 1873 par l'archevêque de Lyon, Jacques Ginoulhiac ; le clocher est terminé en 1874. Elle est inscrite à l'Inventaire général du patrimoine culturel.

#### Les quais du Vizézy et les ponts
Le Vizézy est la rivière qui traverse la ville. De nombreux ponts sont nécessaires pour le franchir. Du fait de sa présence en son cœur, Montbrison est surnommée Venise du Forez.

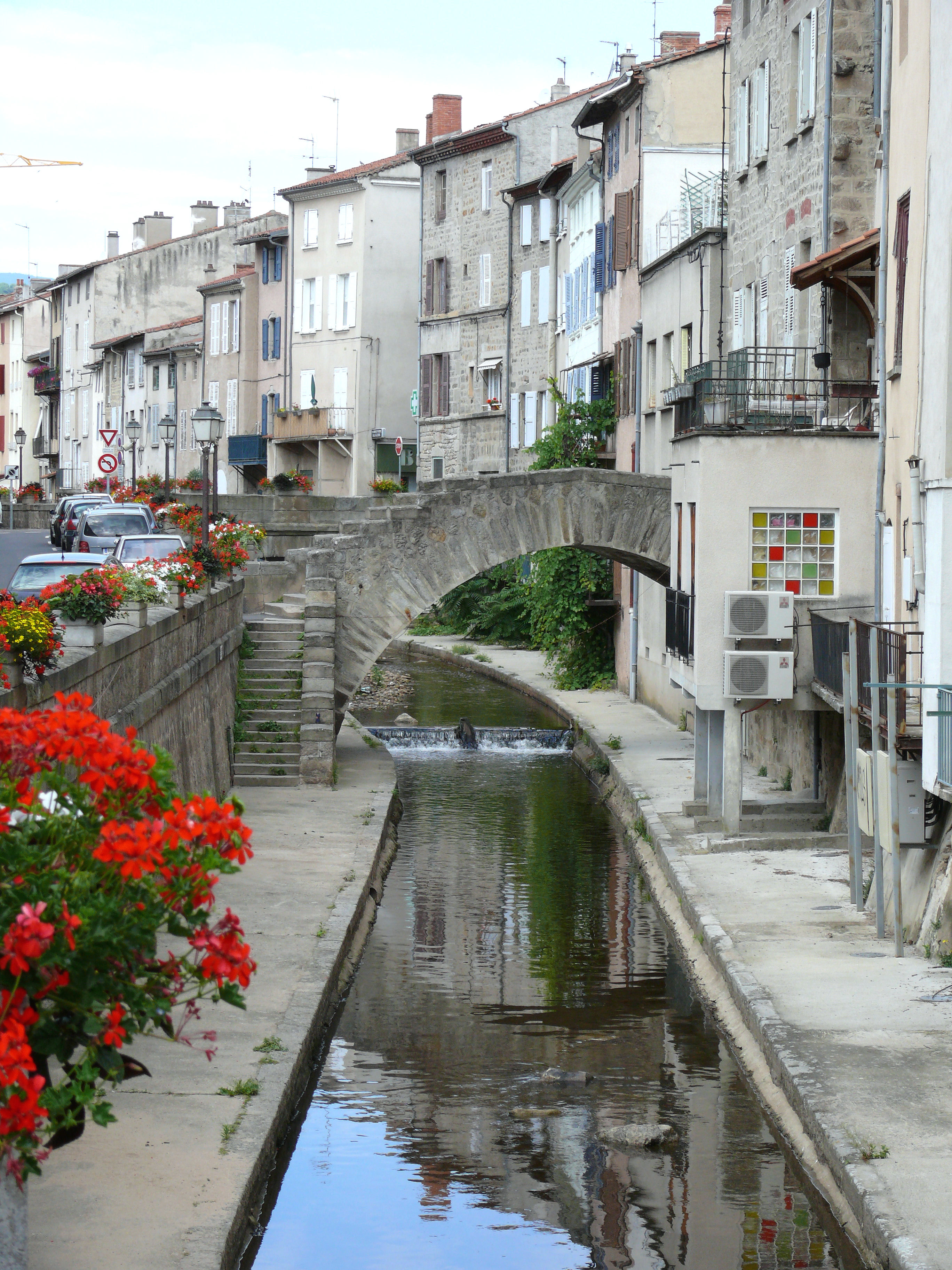
Le Vizézy.
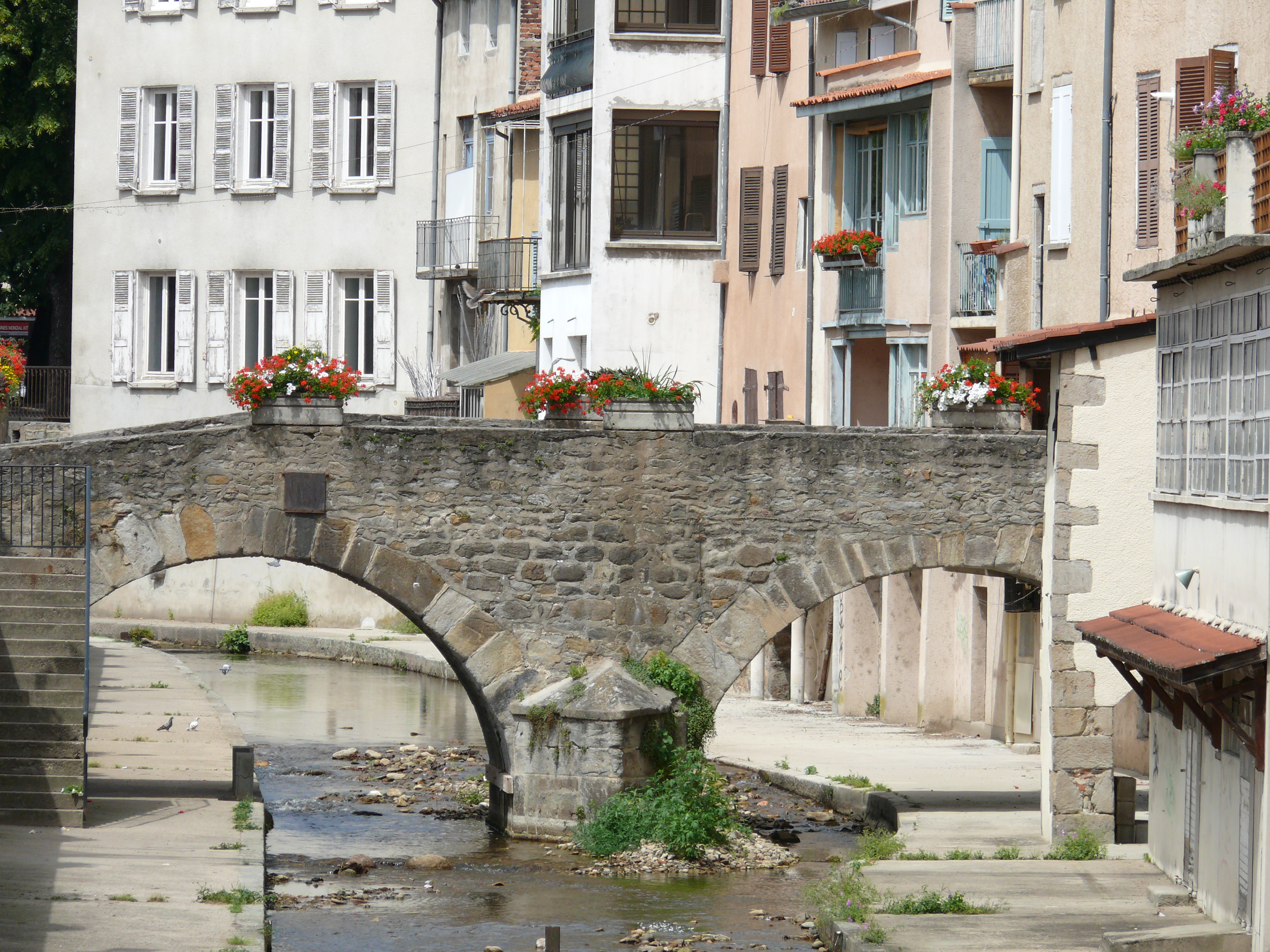
Pont d'Écotay.
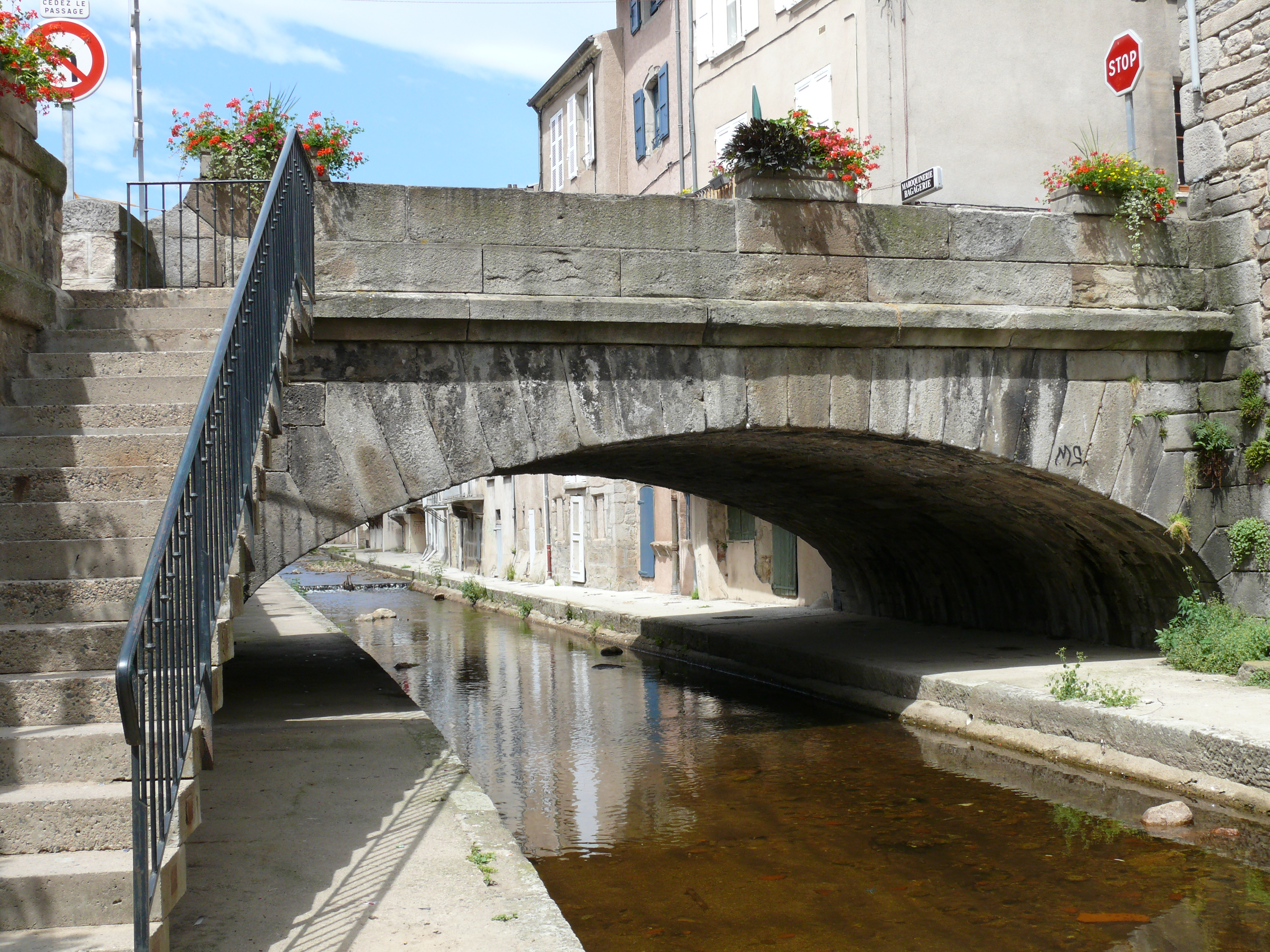
Pont Notre-Dame.
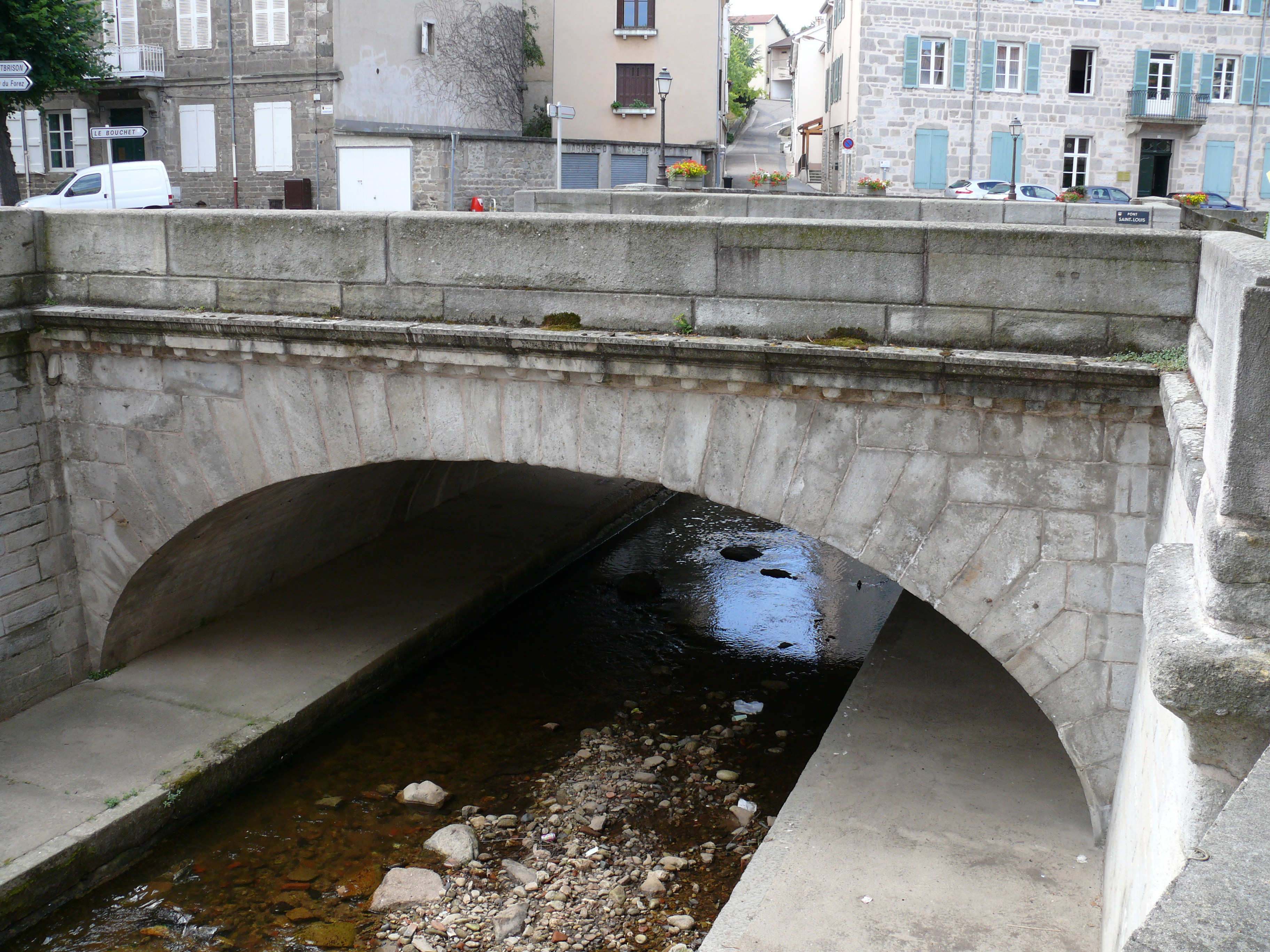
Pont Saint-Louis.

#### L'ancien Hôtel-Dieu Sainte-Anne
C'est en 1220 que Gui IV, comte de Forez, transfère l'Hôtel-Dieu, créé dans l'enceinte du château de Montbrison en 1090, sur la rive droite de la Vizézy, près de la collégiale dont il va entreprendre la construction en 1223.

Le bâtiment actuel est reconstruit entre 1786 et 1788. En 1926, un don permet de rehausser le bâtiment d'un étage. En 1971, il est décidé d'édifier un nouvel hôpital dans le quartier de Beauregard qui ouvre en 1975. L'ancien Hôtel-Dieu est alors occupé par des associations.

#### Moingt
Moingt est une ancienne commune qui a fusionné avec Montbrison en 1973. Ancienne station thermale gallo-romaine, Aquae Segetae, elle a conservé plusieurs vestiges de bâtiments de cette époque : les anciens thermes romains dans le Clos Sainte-Eugénie, et le théâtre romain. On peut voir l'église Saint-Julien-d'Antioche, construite au XIe siècle et reconstruite partiellement au XVe siècle, avec son clocher roman. De ses anciens remparts, il reste la tour de la Porte des Sarrasins.
- Église Saint-Julien-d'Antioche de Moingt.

#### La tombe de Pierre Michel Moisson-Desroches
Cette tombe située au cimetière de Montbrison concerne Pierre Michel Moisson-Desroches, premier en France à avoir écrit sur le chemin de fer en 1814 dans un mémoire à Napoléon Ier.

#### Marché
Le marché du centre-ville a lieu tous les samedis. C'est le plus ancien du département et accueille environ 200 commerçants. Il a été lauréat 2019 de l'émission télévisée Votre plus beau marché,,,.

### Espaces verts

#### Fleurissement
En 2017, Montbrison est récompensée par trois fleurs au palmarès du concours des villes et villages fleuris. Seize jardiniers de la Mairie produisent intégralement les quelque 120 000 plantes, fleurs et arbustes qui chaque année embellissent Montbrison[réf. nécessaire].

#### Jardin d'Allard
Gentilhomme montbrisonnais, Jean-Baptiste d'Allard fit aménager sous le Premier Empire un immense jardin derrière son hôtel particulier, jardin qui devint le premier parc public du département de la Loire. Le parc fut orné de nombreuses curiosités, peuplé de chevreuils, de cerfs, de cygnes et de paons. Il abrite de nombreuses espèces locales mais aussi une intéressante collection d'essences exotiques originaires notamment d'Amérique du Nord. Aujourd'hui, même si le jardin d'Allard ne possède plus sa superficie originelle, il reste un lieu de détente et de calme pour de nombreux Montbrisonnais.

### Personnalités liées à la commune

#### Artistes et littéraires

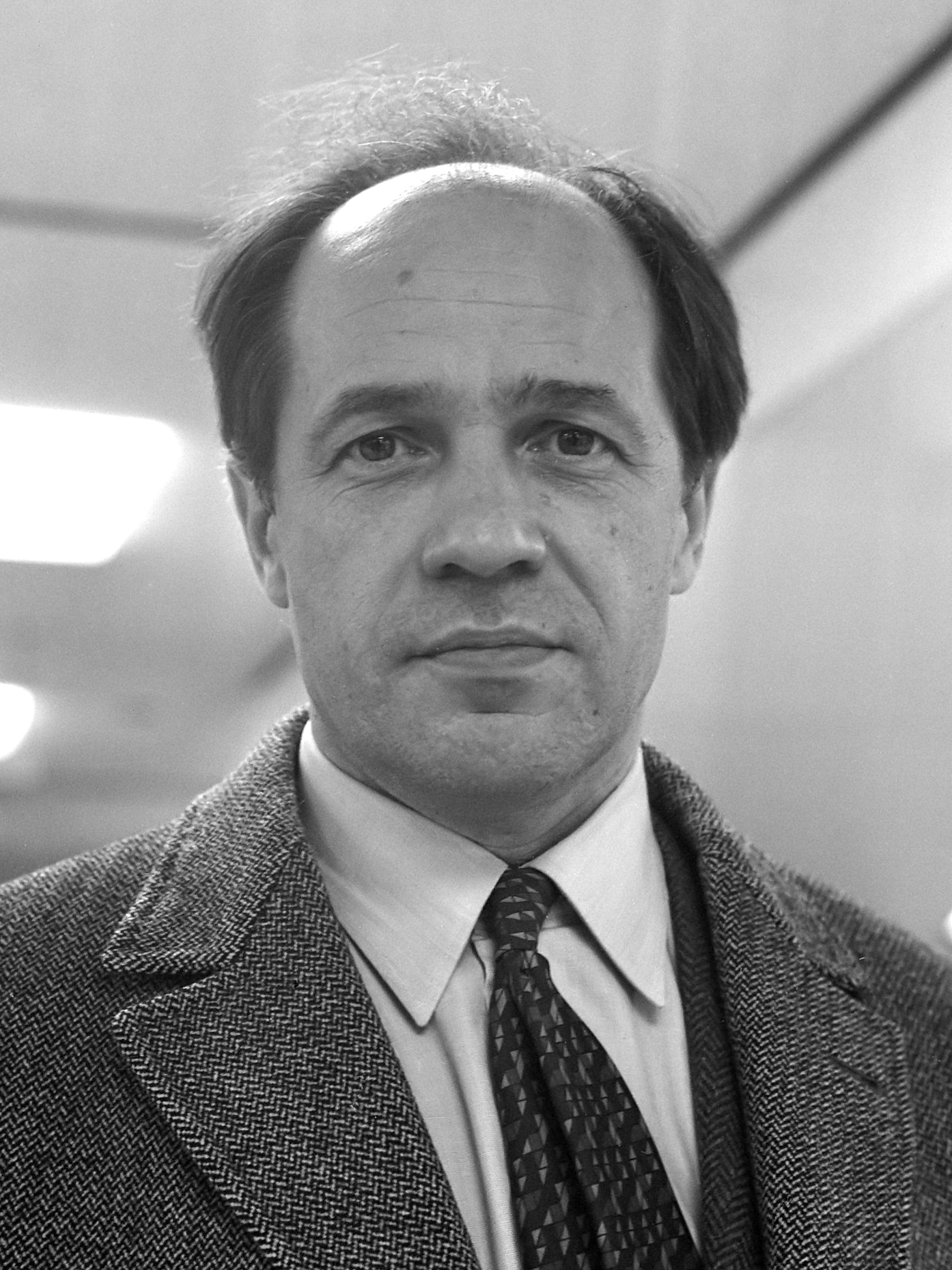
Pierre Boulez, compositeur, chef d'orchestre

- Loÿs Papon (1533-1599), auteur dramatique né à Montbrison.
- Antoine du Verdier (1544-1600), bibliographe né à Montbrison.
- Barthélemy Parrocel (1595-1660), peintre né à Montbrison.
- Suzanne du Plessis-Bellière (1605-1705), femme d'esprit à l'origine des premiers salons littéraires, exilée à Montbrison de 1661 à 1665.
- Jean-Baptiste Sonyer Dulac (1728-1792), jurisconsulte et historien, Premier avocat du Roi au Bailliage, Sénéchaussée et domaine de Montbrison.
- Victor de Laprade (1812- 1882), poète, académicien, homme de lettres et homme politique né à Montbrison.
- Henry Jean-Marie Levet (1874-1906), poète né à Montbrison.
- Marie-Alain Couturier (1897-1954), père dominicain, artiste et théoricien de l'art né à Montbrison.
- Pierre Boulez (1925-2016), compositeur et chef d'orchestre né à Montbrison.
- Muriel Robin (1955-), humoriste et actrice née à Montbrison.
- Christophe Agou (1969-2015), photographe et cinéaste né à Montbrison.
- Satya Oblette (1976-) mannequin français qui a été élève du collège Mario Meunier à Montbrison de 1987 à 1991.
- Mickey 3D, groupe de musique fondé en 1996 à Montbrison.

#### Entrepreneurs
- Pierre Michel Moisson-Desroches (1785-1865), promoteur des chemins de fer en 1814, est inhumé dans le cimetière de Montbrison.

#### Militaires
- Claude Marie Gustave de Damas (1786-1842) officier des armées de l'Empire né à Montbrison.

#### Politiques
- Florimond Robertet (vers 1460? 1522) homme d'État français, conseiller des rois Charles VIII, Louis XII et François 1er, commanditaire supposé de la Madone aux fuseaux de Léonard de Vinci.
- Blaise-Gabriel Jamier (1748-1793), homme politique , député du tiers état aux États généraux de 1789.
- Pierre Imbert, homme politique né en 1753 à Montbrison (Loire) et décédé à une date inconnue.
- Denis Gémier des Périchons (1758-1836), militaire, député de la Loire, baron d'empire, né à Montbrison.
- Camille-Augustin de Meaux (1771-1859), né à Montbrison, homme politique, maire de Montbrison, député de la Loire.
- Jean-Théophile Leclerc (1771-1804?), révolutionnaire, né à La Cotte, près de Montbrison.
- Jean-Claude Lachèze (1774-1841), député de la Loire, maire de Montbrison où il est né et mort.
- Jean de Chantelauze (1787-1859), homme politique né à Montbrison dont il fut substitut du procureur du roi.
- Laurent Chavassieu (1787-1879), industriel, député, maire de Montbrison où il est né et mort.
- Jean Théodore Durosier (1793-1855), conseiller général et député de la Loire, né à Montbrison.
- Nicolas Levet (1798-1869), député de la Loire, né et mort à Montbrison.
- Pierre Désiré Antoine Lachèze (1800-1883), député de la Loire, né et mort à Montbrison.
- Martin Bernard (1808-1883), homme politique né à Montbrison.
- Jean-Baptiste Chavassieu (1814-1891), député et maire de Montbrison où il est né et mort.
- Francisque Reymond (1829-1905), ingénieur, homme politique, né à Montbrison.
- Camille de Meaux (1830-1907), député et sénateur de la Loire, ministre du commerce et de l'agriculture, est né à Montbrison.
- Georges Levet (1834-1911), conseiller général et député de la Loire, maire de Montbrison où il est né et mort.
- Claude Chialvo (1853-1913), homme politique, maire de Montbrison, député de la Loire de 1910 à 1913.
- Ravachol (né en 1859), anarchiste, qui y fut exécuté le 11 juillet 1892.
- Louis Jean Dupin (1864-1951), député, maire de Montbrison où il est mort.
- Pierre Robert (1875-1957), avocat, homme politique, né à Montbrison.
- Henry Corsin (1881-1954), homme politique, notaire à Montbrison où il est mort.
- Pierre-Marie Gaurand (1886-1943), homme politique et notaire, né et mort à Montbrison.
- Jean Roumajon (1889-1948), homme politique, né à Montbrison.
- Adrien Scheider (1909-1995), député de la Loire mort à Montbrison.
- Jean-François Chossy (1947-), homme politique, député de la Loire, né à Montbrison.
- Julien Borowczyk (1979-), homme politique, député de la Loire, né à Montbrison.

#### Religieux, ecclésiastiques
- Jacques Joseph Duguet (1649-1733), théologien et moraliste né à Montbrison.
- Claude-Marc-Antoine d'Apchon de Corgenon, (1721-1783) prélat catholique né à Montbrison.
- Jean-Pierre Deforis (1732-1794), bénédictin né à Montbrison.

#### Scientifiques
- Noël Duret (1590-1650?), astronome né à Montbrison.
- Marie-Anne Pierrette Paulze (1758-1836), épouse et collaboratrice de Lavoisier, scientifique, artiste-peintre et illustratrice née à Montbrison.
- Auguste Broutin (1811-1888), notaire, historien et maire de Feurs, né à Montbrison.
- Régis de Chantelauze (1821-1888), historien né à Montbrison.

#### Sportifs
- Benoît Faure (1899-1980), coureur cycliste surnommé la Souris, mort à Montbrison.
- Yves Triantafilos (1948-), footballeur né à Montbrison.
- Alain Thinet, (1953- ) entraîneur de basket-ball né à Montbrison.
- Philippe Delaye (né en 1975), footballeur professionnel né à Montbrison.
- Astrid Chazal (1989-), joueuse de football et coureuse cycliste née à Montbrison.
- Pierrick Cros (1992-), footballeur professionnel né à Montbrison.
- Guillaume Cizeron (né en 1994) champion du monde de patinage artistique né à Montbrison.
- William Howard  né le 25 octobre 1993 à Montbrison dans la Loire, est un joueur international français de basket-ball. Il occupe les postes d'ailier et d'ailier fort.

#### Autres
- Maurice Tézenas (1856-1926), avocat du commandant Esterhazy, dont les agissements sont à l'origine de l'affaire Dreyfus.

### Devise et héraldique
La devise de la ville est Ad explandum hostile scelus en latin. Ce que l'on traduit par en expiation du crime de l'ennemi.
| Blason de Montbrison (Loire) | Blason  | De gueules au château flanqué à dextre d'une tour couverte, le tout d'or maçonné de sable, ouvert du champ, sur une terrasse d'or; au chef cousu d'azur chargé de trois fleurs de lis d'or. |
| Blason de Montbrison (Loire) | Détails | Différents blasonnements sont connus : De gueules, à une tour crènelée d'argent tenant à un mur crènelé de même ; au chef d'azur, chargé de trois fleurs de lis d'or.' D'azur, au château d'argent sommé de trois girouettes d'or et trois fleurs de lis d'or en chef. D'or, au chevron de gueules, chargé d'un croissant d'argent. Selon Marguerite Fournier-Néel (Montbrison cœur du Forez, p. 11) les armes de Montbrison sont de gueules à la montagne d'or sommée d'un château de même, au chef cousu de France. Le site notrefamille.com donne une description très précise : de gueules, à la tour crénelée de cinq pièces, senestrée d'un avant-mur crénelé de huit, le tout d'or ; la tour et le mur ouverts, ajourés et maçonnés de sable ; au chef cousu d'azur à trois fleurs de lys d'or |

### Allusions fictives
- Dans le roman Tous les bruits du monde (2018) de Sigrid Baffert, Montbrison occupe une place importante.
- Dans le roman "Le fleuve guillotine" de Antoine de Meaux, qui se déroule pendant la révolte des fédérés en 1793, Montbrison et le Forez occupent une place essentielle.